# Leichtathletik-Weltmeisterschaften 1991/1500 m der Frauen

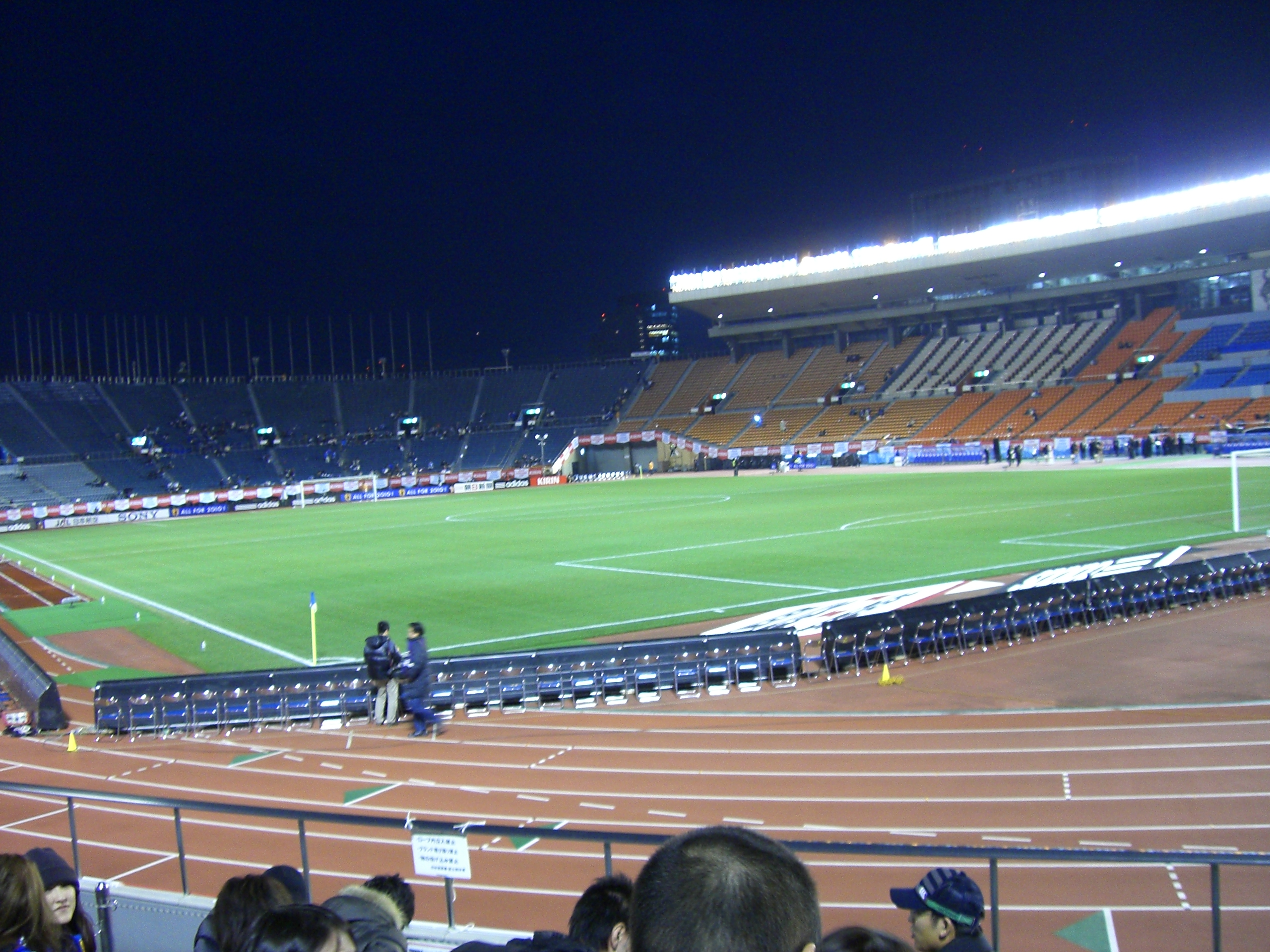
Das Olympiastadion in Tokio im Jahr 2008

Der 1500-Meter-Lauf der Frauen bei den Leichtathletik-Weltmeisterschaften 1991 wurde am 29. und 31. August 1991 im Olympiastadion der japanischen Hauptstadt Tokio ausgetragen.
Mit Silber und Bronze errangen die sowjetischen Mittelstrecklerinnen in diesem Wettbewerb zwei Medaillen. Weltmeisterin wurde die vierfache Afrikameisterin (1988/1989, jeweils über 800 und 1500 Meter) Hassiba Boulmerka aus Algerien. Rang zwei belegte die Titelverteidigerin und Olympiadritte von 1988 Tetjana Samolenko, die darüber hinaus über 3000 Meter 1987 Weltmeisterin, 1988 Olympiasiegerin und hier fünf Tage zuvor erneut Weltmeisterin geworden war. Bronze ging an Ljudmila Rogatschowa.

## Bestehende Rekorde
| Weltrekord               | 3:52,47 min | Tatjana Kasankina | Zürich, Schweiz         | 13. August 1980   |
| Weltmeisterschaftsrekord | 3:58,56 min | Tetjana Samolenko | WM 1987 in Rom, Italien | 5. September 1987 |

Der bestehende WM-Rekord wurde bei diesen Weltmeisterschaften nicht eingestellt und nicht verbessert. Die Marke von vier Minuten wurde hier auch im Finale nicht unterboten.

## Vorrunde
29. August 1991, 16:15 Uhr
Die Vorrunde wurde in drei Läufen durchgeführt. Die ersten vier Athletinnen pro Lauf – hellblau unterlegt – sowie die darüber hinaus drei zeitschnellsten Läuferinnen – hellgrün unterlegt – qualifizierten sich für das Finale. Die drei Sportlerinnen, die über ihre Zeit die Berechtigung zur Teilnahme am Endlauf erwirkten, rekrutierten sich alle aus dem ersten Vorlauf, dem schnellsten der drei Vorrundenrennen.

### Vorlauf 1
| Platz | Name                 | Nation              | Zeit (min) |
| ----- | -------------------- | ------------------- | ---------- |
| 1     | Susan Sirma          | Kenia               | 4:04,94    |
| 2     | Debbie Bowker        | Kanada              | 4:05,07    |
| 3     | PattiSue Plumer      | USA                 | 4:05,08    |
| 4     | Rawilja Kotowitsch   | Sowjetunion         | 4:05,63    |
| 5     | Violeta Beclea       | Rumänien            | 4:05,77    |
| 6     | Yvonne Mai           | Deutschland         | 4:06,09    |
| 7     | Kirsty Wade          | Großbritannien      | 4:07,22    |
| 8     | Yvonne van der Kolk  | Niederlande         | 4:07,39    |
| 9     | Christine Pfitzinger | Neuseeland          | 4:08,43    |
| 10    | Khin Khin Htwe       | Myanmar             | 4:12,21    |
| 11    | Estela Estevez       | Spanien             | 4:13,93    |
| 12    | Snežana Pajkić       | Jugoslawien         | 4:14,20    |
| 13    | Zheng Lijuan         | Volksrepublik China | 4:14,95    |
| DNS   | Dawn Williams-Sewer  | Dominica            |            |

### Vorlauf 2
| Platz | Name                 | Nation                         | Zeit (min) |
| ----- | -------------------- | ------------------------------ | ---------- |
| 1     | Hassiba Boulmerka    | Algerien                       | 4:08,20    |
| 2     | Ljudmila Rogatschowa | Sowjetunion                    | 4:08,34    |
| 3     | Letitia Vriesde      | Suriname                       | 4:08,46    |
| 4     | Elena Fidatof        | Rumänien                       | 4:08,81    |
| 5     | Christina Cahill     | Großbritannien                 | 4:09,01    |
| 6     | Darcy Arreola        | USA                            | 4:13,08    |
| 7     | Ivana Kubešová       | Tschechoslowakei               | 4:14,69    |
| 8     | Leah Pells           | Kanada                         | 4:14,82    |
| 9     | Aisling Molloy       | Irland                         | 4:16,61    |
| 10    | Véronique Pongérard  | Frankreich                     | 4:16,87    |
| 11    | Bigna Samuel         | St. Vincent und die Grenadinen | 4:29,42    |
| 12    | Mantokoane Pitso     | Lesotho                        | 4:42,79    |
| DNS   | Sandra Gasser        | Schweiz                        |            |
| DNS   | Isabel Elias         | Angola                         |            |

### Vorlauf 3
| Platz | Name                | Nation           | Zeit (min) |
| ----- | ------------------- | ---------------- | ---------- |
| 1     | Doina Melinte       | Rumänien         | 4:08,78    |
| 2     | Ellen Kießling      | Deutschland      | 4:09,23    |
| 3     | Tetjana Samolenko   | Sowjetunion      | 4:09,25    |
| 4     | Małgorzata Rydz     | Polen            | 4:09,31    |
| 5     | Gabriella Dorio     | Italien          | 4:09,34    |
| 6     | Irini Theodoridou   | Griechenland     | 4:11,14    |
| 7     | Karin Medin         | Schweden         | 4:11,23    |
| 8     | Robyn Meagher       | Kanada           | 4:12,47    |
| 9     | Suzy Favor Hamilton | USA              | 4:15,54    |
| 10    | Jana Kučeríková     | Tschechoslowakei | 4:15,69    |
| 11    | Tuuli Merikoski     | Finnland         | 4:17,57    |
| 12    | Edith Nakiyingi     | Uganda           | 4:25,43    |
| 13    | Gengui Baguepeng    | Tschad           | 4:54,41    |
| DNS   | Pauline Konga       | Kenia            |            |

## Finale

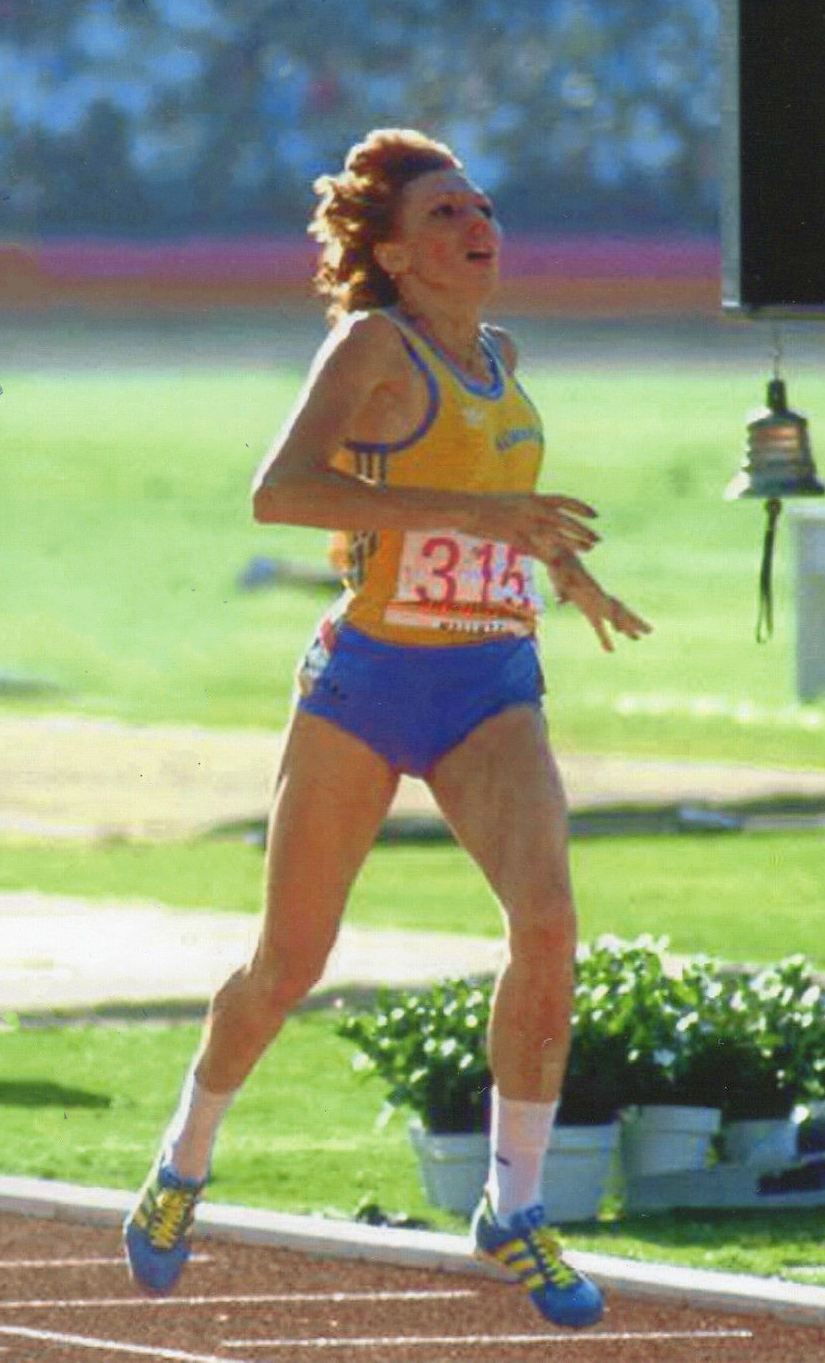
Doina Melinte, 1984 Olympiasiegerin über 800 und Olympiazweite über 1500 Meter, belegte Rang vier
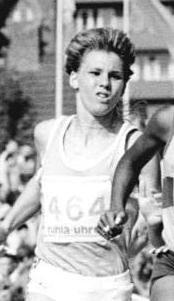
Die fünftplatzierte Ellen Kießling
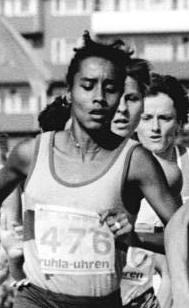
Yvonne Mai erreichte Platz dreizehn

31. August 1991, 19:00 Uhr
| Platz | Name                 | Nation         | Zeit (min) |
| ----- | -------------------- | -------------- | ---------- |
| 1     | Hassiba Boulmerka    | Algerien       | 4:02,21    |
| 2     | Tetjana Samolenko    | Sowjetunion    | 4:02,58    |
| 3     | Ljudmila Rogatschowa | Sowjetunion    | 4:02,72    |
| 4     | Doina Melinte        | Rumänien       | 4:03,19    |
| 5     | Ellen Kießling       | Deutschland    | 4:04,75    |
| 6     | Kirsty Wade          | Großbritannien | 4:05,16    |
| 7     | Susan Sirma          | Kenia          | 4:05,47    |
| 8     | Małgorzata Rydz      | Polen          | 4:05,52    |
| 9     | Letitia Vriesde      | Suriname       | 4:05,67    |
| 10    | Violeta Beclea       | Rumänien       | 4:05,86    |
| 11    | Debbie Bowker        | Kanada         | 4:06,06    |
| 12    | PattiSue Plumer      | USA            | 4:06,80    |
| 13    | Yvonne Mai           | Deutschland    | 4:07,45    |
| 14    | Elena Fidatof        | Rumänien       | 4:10,15    |
| 15    | Rawilja Kotowitsch   | Sowjetunion    | 4:17,59    |

## Video
- World Championships 1991 Women's 1500m, Video veröffentlicht am 27. September 2013 auf youtube.com, abgerufen am 29. April 2020